# Moravice
Moravice (německy Morawitz) je obec v okrese Opava v Horním Slezsku. Leží v jihozápadní části okresu, něco přes 9 km severozápadním směrem od města Vítkov. Žije zde 240 obyvatel. Obec je součástí přírodního parku Moravice, blízko údolí řeky Moravice. Sama řeka však obcí neprotéká, její koryto se nachází jižně od obce.
Obec se rozkládá se na úbočích vrchu Hůrka, který je s 567 m n. m. nejvyšším bodem přírodního parku Moravice. Hůrka je součástí pohoří Nízký Jeseník, přesněji jeho části zvané Vítkovská vrchovina. Okolní terén je kopcovitý, s převažujícími lesy. Bezprostřední okolí obce však bylo díky zemědělskému využívání v minulosti odlesněno.

## Historie obce
První písemný doklad o obci pochází z roku 1283, kdy listina zmiňuje majitele obce, vladyku Jenczka (Jaroslava) z Moravice. Zřejmě již tehdy zde existovala tvrz. Moravice tvořila malý statek, ovšem jeho rod obec rozšířil a v roce 1461 přikoupil Budivoj z Moravice od opavského knížete Arnošta také sousední panství Vikštejn spolu s hradem Vikštejn. Od této chvíle se nazýval pán z Moravice a Vikštejna. Budivoj však krátce na to upadl v nemilost u českého krále Jiřího z Poděbrad tím, že jej odmítl uznat českým králem. Proto byl v roce 1464 dán jako odbojník do klatby a odsouzen ke ztrátě hrdla a majetku. Hrad Vikštejn byl v té době velice pevný a těžce dobyvatelný, avšak Budivoj věděl, že vojsku Jiřího z Poděbrad nebude schopen dlouho odolávat a tak si zachránil holý život útěkem do Polska. Tím došlo k rozdělení moravicko-vikštejnského panství. Z tohoto období pochází pravděpodobně pečetní znamení Moravice s vyobrazením sekáče s kosou. Jedná se o vyjádření zemědělské povahy obce a současně o vyjádření typického zaměstnání tehdejších moravických obyvatel.
Zakladatelem nového významného šlechtického rodu v Moravici se stal Jan Dlouhý z Roudnice, který ji kupuje v roce 1493 spolu s přilehlými, dnes již zaniklými vesnicemi nazývanými Krahulí a Hidová. Od té doby se Jan i jeho potomci píší jako Moravičtí z Roudnice. V roce 1526 získali Moravici Stošové z Kounic a drželi ji následující půlstoletí. Od konce 16. století lze sledovat silnou německou migraci do Moravice, takže o století později to již byla obec takřka úplně německá, obdobně jako celé okolí.
Dalším významným mezníkem se stává rok 1622, kdy po porážce českých stavů byla obec za účast na stavovském povstání konfiskována Janu Odkolkovi z Újezdce a připojena k opavskému panství Karla knížete z Lichtenštejna. Majitelé obce uprchli do ciziny, zdejší tvrz zanikla zřejmě v dobách třicetileté války.
V následujícím období dochází k značnému šíření katolictví a obec Moravice prochází obdobím svého největšího rozkvětu. Knížata z Lichtejnštejna obci přáli, jejím přičiněním byla v obci již v roce 1725 otevřena nová škola. Ta sloužila až do roku 1899, kdy si obec postavila školu novou. Lichtejnštejnové pomohli obci vybudovat v roce 1755 barokní kostel sv. Filipa a Jakuba, který nahradil dosavadní dřevěný. V roce 1777 přibyla ke kostelu farní budova. V té době se počet obyvatel Moravice blížil osmi stům. Samostatnou farností však Moravice byla s výjimkou období v šestnáctém století až od roku 1859, od roku 1996 byl správou farnosti pověřen kněz ze sousední Melče.
Po zániku feudálního zřízení se stala Moravice od roku 1850 politickou obcí soudního okresu Vítkov v rámci politického okresu Opava. V té době byla již obec téměř čistě německá a nazývala se Morawitz. Nejvíce obyvatel měla obec dle sčítání v roce 1869, a to 728. V roce 1920 měla obec 603 obyvatel, z toho 571 německé národnosti, 17 československé a 15 cizozemců. V roce 1939 měla obec 524 obyvatel. Po roce 1945 došlo k odsunu a vysídlení většiny německého obyvatelstva obce a Moravice byla postupně osídlována českým a slovenským obyvatelstvem z vnitrozemí (Valašsko, Haná, Ostravsko), ale také reemigranty z Volyně a Rumunska. Svého předválečného počtu obyvatel ale už nikdy nedosáhla a prakticky v celém poválečném období se potýká s úbytkem obyvatelstva.
V roce 1979 se Moravice stala součástí střediskové obce Melč, od roku 1990 je opět samostatnou obcí. Podle údajů z roku 2006 žilo v obci 255 obyvatel, z toho 115 v produktivním věku. Průměrný věk obyvatel byl 38 let. V obci se nacházelo 88 domů, z nichž bylo 63 obydleno. Údaj z roku 2020 hovoří o 232 obyvatelích.

## Pamětihodnosti obce
- Barokní kostel sv. Filipa a Jakuba z roku 1755. V roce 1954 kostel vyhořel tak, že z něj zbylo pouze obvodové zdivo. Za pomocí místních obyvatel byl ovšem v krátké době rekonstruován a v říjnu 1958 opět vysvěcen. Další dílčí rekonstrukce proběhly v letech 1984 a 1996.
- Jednopatrová budova fojtství, stojící na návsi. Jedná se o ojedinělý příklad lidové empírové stavby z první poloviny 19. století. V současnosti je v přízemí prodejna potravin.
- Památník sochaře Josefa Obetha z roku 1922 připomíná padlé z první světové války. Pískovcové sousoší bylo v roce 2005 citlivě zrestaurováno.
- Socha sv. Jana Nepomuckého z 18. století.

## Současnost obce
Obec Moravice je ekonomicky postižena horší dopravní dostupností. Většina ekonomicky aktivního obyvatelstva dojíždí za prací mimo obec. Nezaměstnanost v obci byla v červnu 2006 na úrovni 19,1 %, což je druhá nejvyšší hodnota ze všech obcí okresu Opava. Také žáci a studenti dojíždějí za vzděláním do jiných míst okresu Opava. Většina občanské vybavenosti je občany Moravice využívána v blízké, bývalé střediskové obci Melč a ve městech Vítkov a Opava.
V obci v současné době funguje prodejna potravin, hostinec a ústav sociální péče pro dospělé, umístěný v budově bývalé školy. V obci je fotbalové hřiště s rekonstruovanou budovou šaten a nově postavený tenisový kurt. Přibližně 3 km od obce Moravice se v katastru obce Mladecko nachází lyžařský vlek zvaný Martinka.
V obci je aktivní sbor dobrovolných hasičů a tělovýchovná jednota, jejíž fotbalové mužstvo mužů hraje v okresních soutěžích Opavska. Pravidelně jsou také pořádány turnaje ve stolním tenise, plesy a další společenské akce. Obyvatele mohou využívat také rekonstruovaný parčík ve středu obce s nově postaveným altánem. Pro setkávání občanů je využívána také útulna na vrcholu Hůrka.

## Turistické cíle
Moravice se nachází na zelené turistické značce, která prochází od železniční zastávky Litultovice - Pilný mlýn do Jánských koupelí v údolí řeky Moravice. Turisticky je vyhledáván především široký rozhled z vrchu Hůrka. Zajímavý je také pramen železité minerální vody, místními zvané kyselka, nedaleko lyžařského vleku Martinka. Novější atrakcí je muzeum Imaginárium břidlice.

## Galerie

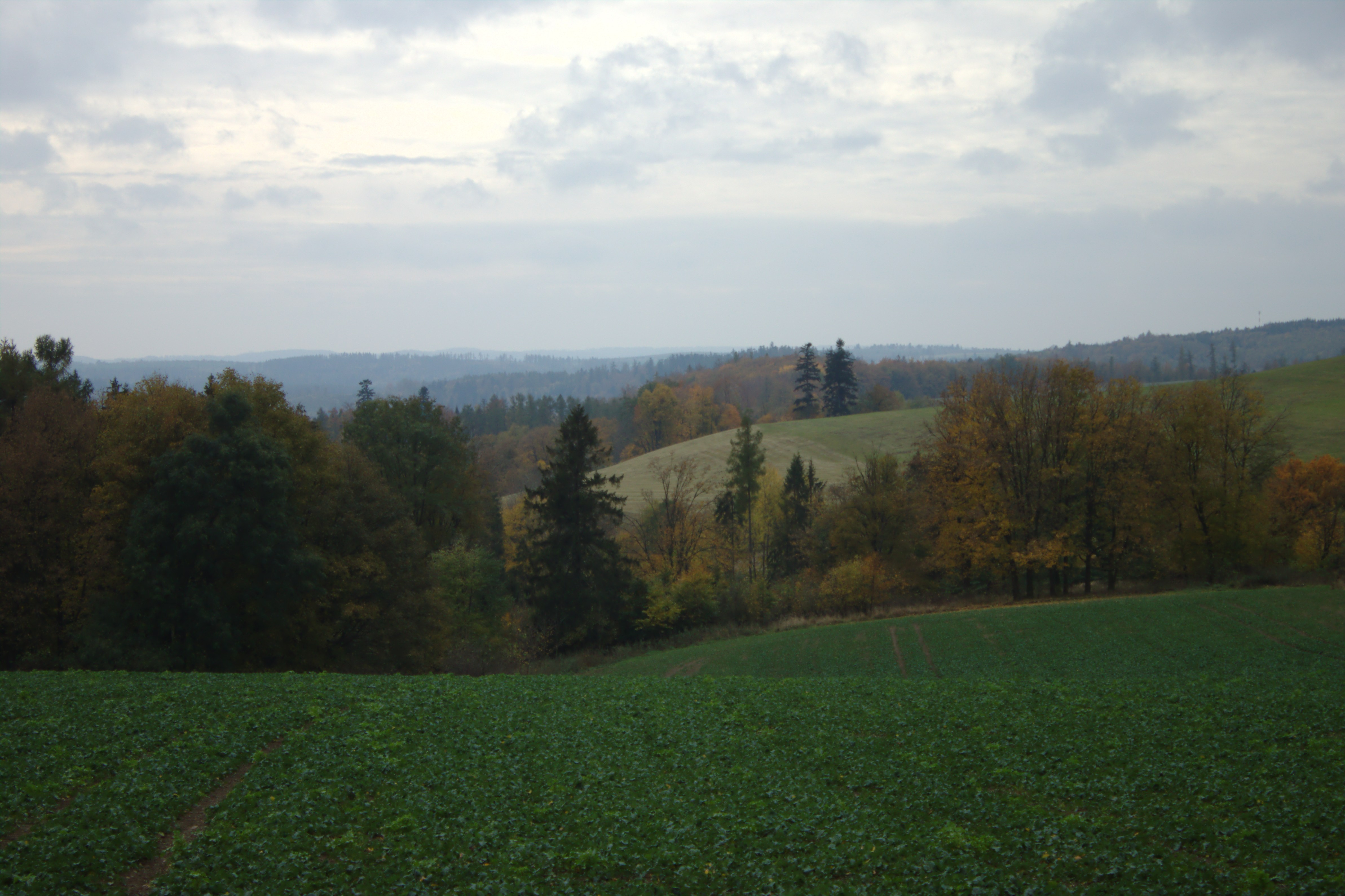
Lesy
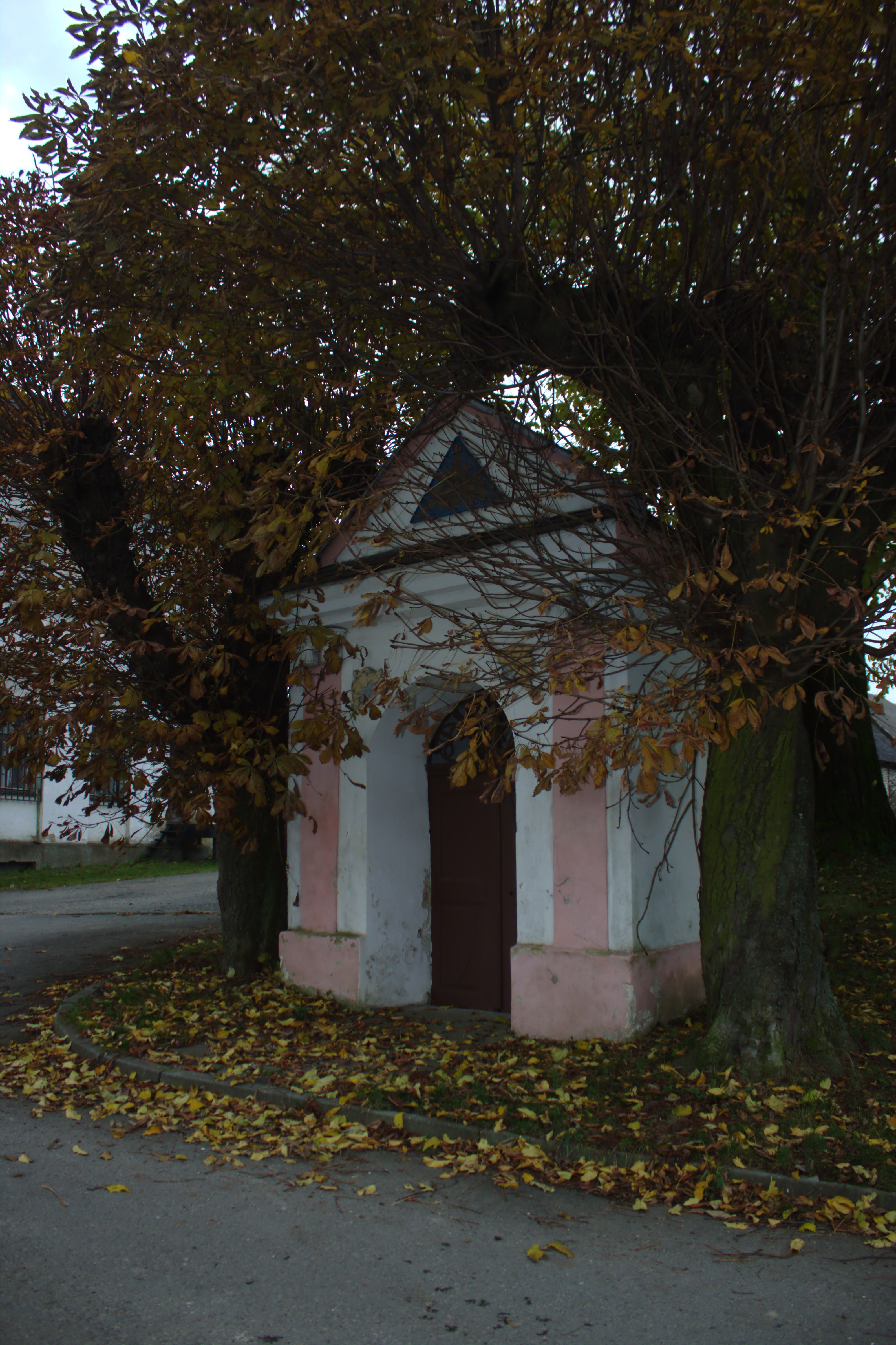
Kaplička
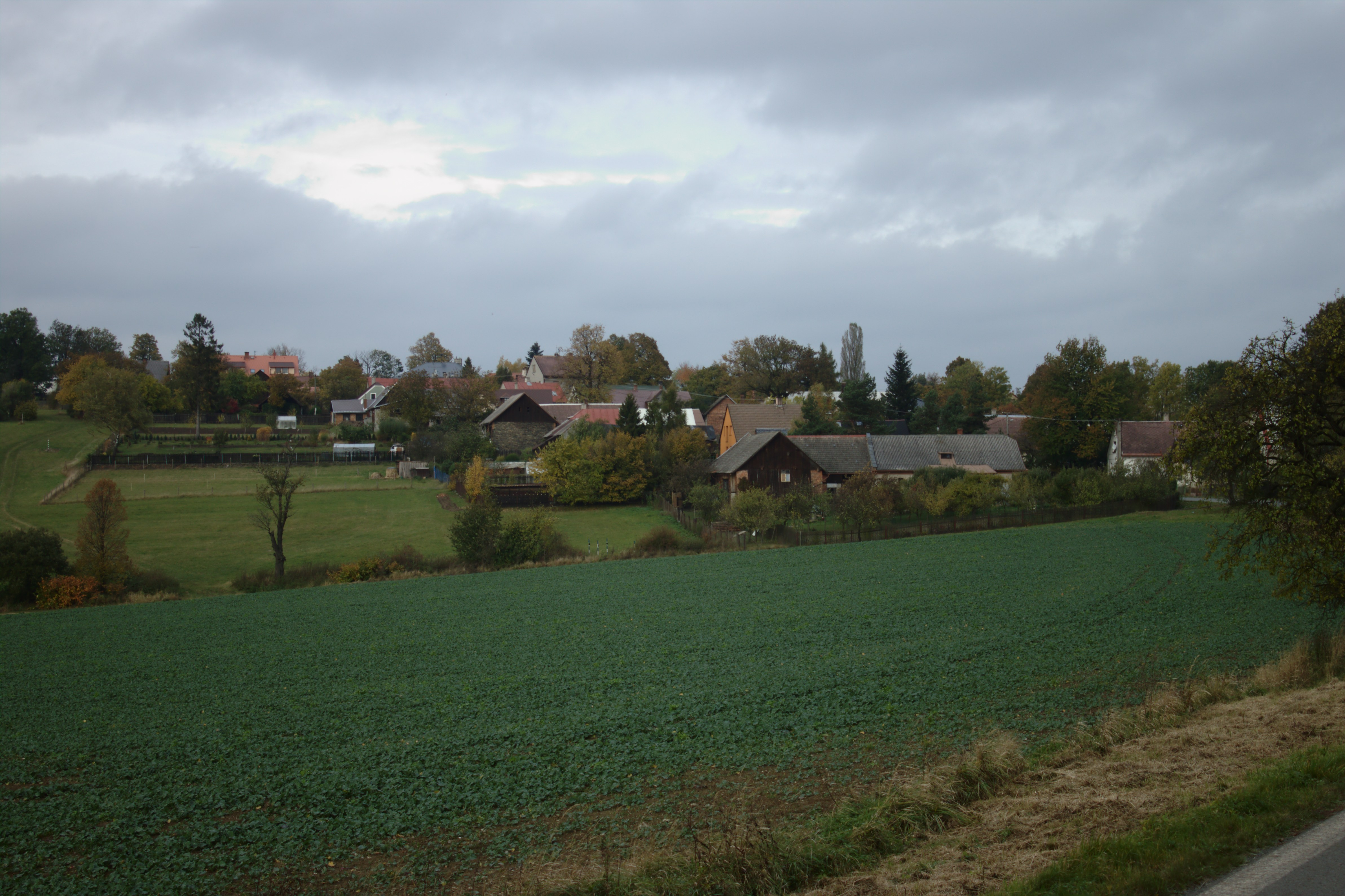
Domy
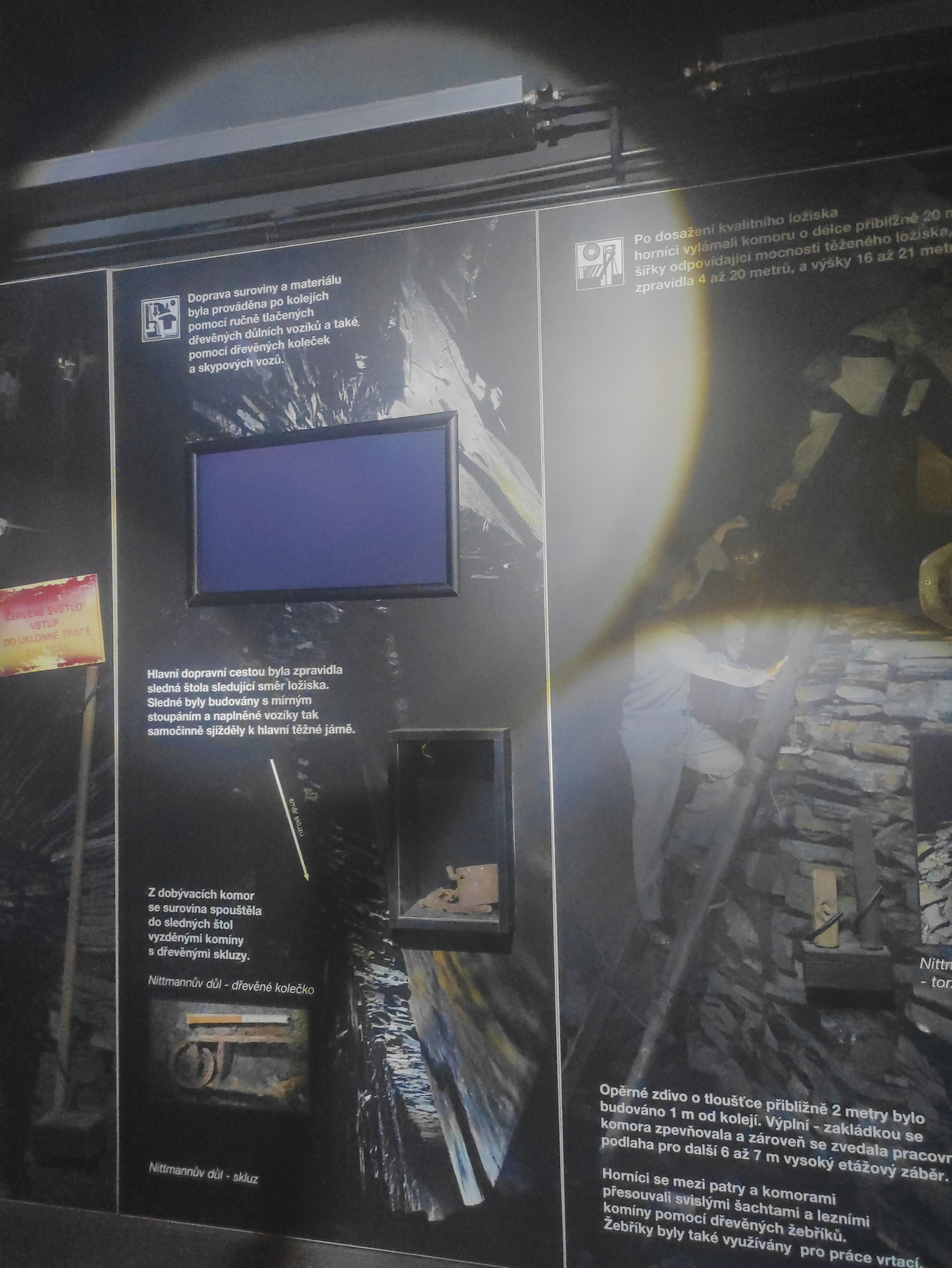
Imaginárium břidlice